# Basilique Sainte-Marie-Madeleine

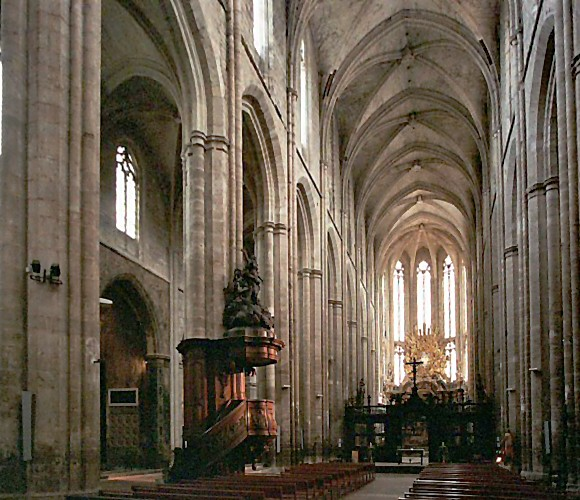
Interiören i Basilique Sainte Marie Madeleine

Basilique Sainte Marie Madeleine är en basilika i gotisk stil helgad åt Maria Magdalena.  Den är belägen i staden Saint-Maximin-la-Sainte-Baume i departementet Var, Provence. Den började byggas 1295 och kryptan stod färdig 1316. Byggandet beställdes av Karl II av Anjou, greve av Provence. Basilikan byggdes sedan i olika etapper fram till 1532. Då avslutades arbetet utan att riktigt fullborda byggandet. Basilikan är det största gotiska byggnadsverket i sydöstra Frankrike. Staden Saint-Maximin-la-Sainte-Baume ligger längs Via Aurelia, på vägen mellan Rom och Avignon  samt längs vallfärdsvägen till Santiago de Compostela. Vid infarten till staden står det ”Välkomna till Kristenhetens tredje viktigaste grav”.

## Historia
Basilikan är helgad åt Maria Magdalena, som enligt en kristen tradition gick iland i Saintes-Maries-de-la-Mer. Hon ska sedan ha bosatt sig i en grotta, Maria från Magdalas grotta, i bergen utanför Saint-Maximin-la-Sainte-Baume. Grottan har namngett berget och området Sainte Baume – heliga grottan. Maria Magdalena dog sedan i Saint Maximines armar. Saint Maximin var den första biskopen i Aix-en-Provence. När Maria Magdalena dog förvarades hennes reliker, enligt samma tradition, i en sarkofag till 710. Då grävdes den ner för att skydda den från morerna, under den islamiska expansionen.
Relikerna var sedan försvunna ända till 1279 då Karl II av Anjou påstod sig ha funnit dessa på ett mirakulöst sätt. Tillsammans med påven Bonifatius VIII beslöt han att bygga en basilika värdig sitt fynd.
I anslutning till basilikan byggdes ett konvent, ett slags kloster, där Dominikanorden installerades som relikernas beskyddare. Under hugenottkrigen byggs basilikan och konventet om till fort. Vid franska revolutionen övergav dominikanerna platsen tillfälligt men återinrättades 1859 under ledning av Fader Lacordaire, och blev kvar till 1959.
Nu finns den lokala turistbyrån och ett kulturcentrum med tillhörande hotell i konventets byggnader. I det tillhörande pilgrimshärbärget ligger Saint-Maximines Hôtel de Ville (rådhus).

## Kyrkobyggnaden
Basilikan byggdes på platsen för en kyrka från merovingiansk tid. Mellan åren 1295 och 1316 byggdes koret och de fem första kapellen i sidoskeppen. Byggandet återupptogs en kortare tid 1404, men den sista fasen var mellan åren 1508 till 1532. Då fick byggnaden sin nuvarande form utan klockstapel. 
Byggnaden är 73 meter lång, 37 meter bred och 28 meter hög. Längs sidoskeppen finns åtta kapell på var sida. Kryptan är placerad mitt i mittskeppet, med ingång i det fjärde sidokapellet på vänster sida.
Vänster om kyrkobyggnaden ligger klostergården och klosterbyggnaderna.

## Kryptan

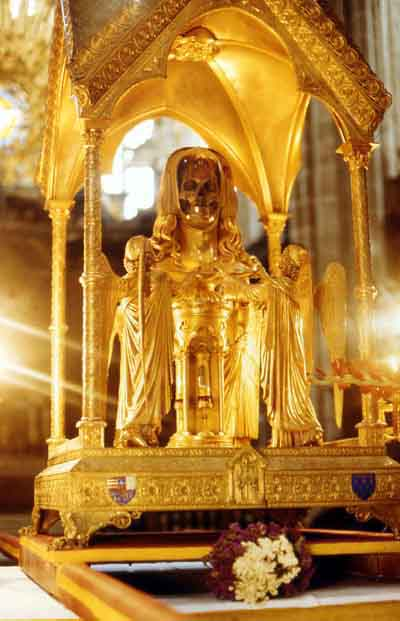
Maria Magdalenas relikvarium

I kryptan förvaras fyra stycken galloromanska sarkofager från 300-talet som enligt traditionen har innehållit bland annat Saint Maximins reliker. Framförallt utgör kryptan platsen för Maria Magdalenas relikvarium. Det består av en gyllene byst med en fördjupning där ansiktet borde vara. I fördjupningen är en kopia av den skalle som enligt traditionen anses komma från helgonet placerad. Egentligen skulle kryptan inte ha varit en krypta. Det var den första delen av kyrkan som byggdes. Bygget avslutades först mer än 200 år senare, och då var markninvån någon meter högre.

## Orgeln
Orgeln byggdes åren 1772 till 1774 av orgelbyggaren Jean-Esprit Isnard och hans brorson Joseph. Det är en av få välbevarade orglar från tiden före franska revolutionen. Enligt en legend räddade dåvarande kantorn Monsieur Forcade orgeln. När revolutionärerna stormade in för att plundra kyrkan satt han kvar och spelade marseljäsen, och förstörelsen upphörde. Dominikanerna tvangs dock att lämna kyrkan och den förvandlades till en enklare landsortskyrka. Tack vare det genomgick orgeln aldrig någon modernisering under senare delen av 1800-talet eller första hälften av 1900-talet och kunde omsorsfullt renoveras i modern tid, med samtliga 2960 pipor intakta. Den senaste renoveringen gjordes 1986-1991.

## Övrigt
I basilikans passionskapell finns en träretabel som visar passionshistorien. Den gjordes av Francois Ronzen. I bakgrunden syns påvepalatset i Avignon, vilket är den första kända avbildningen av detta.